# Gameleira da Lapa
Gameleira da Lapa é um distrito do município brasileiro de Sítio do Mato, na Bahia.
Antes de se tornar distrito, o povoado de Gameleira da Lapa era privilegiado, visto que se encontrava numa região muito rica,pois servia de porto comercial,onde eram revendidos produtos aos comerciantes locais. Além disso, o povoado foi escolhido como o local para a gravação do filme Narradores de Javé.

## História
Gameleira da Lapa foi fundada em 13 de Junho de 1760. Junto com Sítio do Mato, pertencia à Comarca do Rio de São Francisco,um território que,até meados de 1824, pertencia a então Província de Pernambuco. Logo após o desligamento, em 7 de julho de 1824, passou a pertencer à Província de Minas Gerais e depois, em 15 de outubro de 1827, à Província da Bahia, e assim permanece até os dias atuais.
Em 1953, Gameleira da Lapa passou a ser distrito de Bom Jesus da Lapa e, em 24/02/1989, por meio da  lei Nº 4834, de 24 de fevereiro de 1989, se uniu ao então distrito de Sítio do Mato, dando início a um novo município.
Gameleira da Lapa tem uma população de 5524 habitantes, segundo os dados do censo 2022, divulgado pelo IBGE
Recentemente, Gameleira da Lapa foi reconhecida como distrito histórico. Sua existência é retratada desde a época do Brasil Colônia, onde a capital da colônia era Salvador.
Fica a cerca de 39 km de Sítio do Mato, Sede do município, e 100 km de Bom Jesus da Lapa, principal cidade da Microrregião.
Gameleira fica localizada à margem esquerda do Rio São Francisco, próxima a BA-161, entre a BR-242 (Salvador->Barreiras ->até Sorriso- MT), a cerca de 92 km, e da BR-349 (Brasília->Correntina->Rosentina-SE), a 70 km de distância.
A cobertura de telefonia móvel, é feita pela operadora CLARO e Vivo
Possui sinal para internet móvel da VIVO e CLARO.
Foi nomeada Distrito em 31 de Dezembro de 1953, porém sua existência tem alguns séculos.
Simbolicamente, comemora-se o aniversário de Gameleira no dia 13 de junho, no mesmo dia do seu Padroeiro, Santo Antônio.

## Divisão Regional IBGE
Na divisão regional do IBGE, este estado (Bahia) está localizado na Região Nordeste do Brasil e tem como capital a cidade Salvador.
Este Distrito (Gameleira), pertence à Microrregião Bom Jesus da Lapa e à Mesorregião Vale São-Franciscano da Bahia.

## Informações Detalhadas sobre o Distrito
Distrito: Gameleira da Lapa
Código do Distrito: 10
Município: Sítio do Mato
Código do Município : 2930758
Microrregião Geográfica : Bom Jesus da Lapa
Código da Microrregião Geográfica : 29007
Messorregião Geográfica : Vale São-Franciscano da Bahia
Código da Messorregião Geográfica : 2902
Estado: Bahia
Sigla do Estado : BA
Código do Estado: 29
Capital do Estado: Salvador
Região: Nordeste